# Bauzeichner

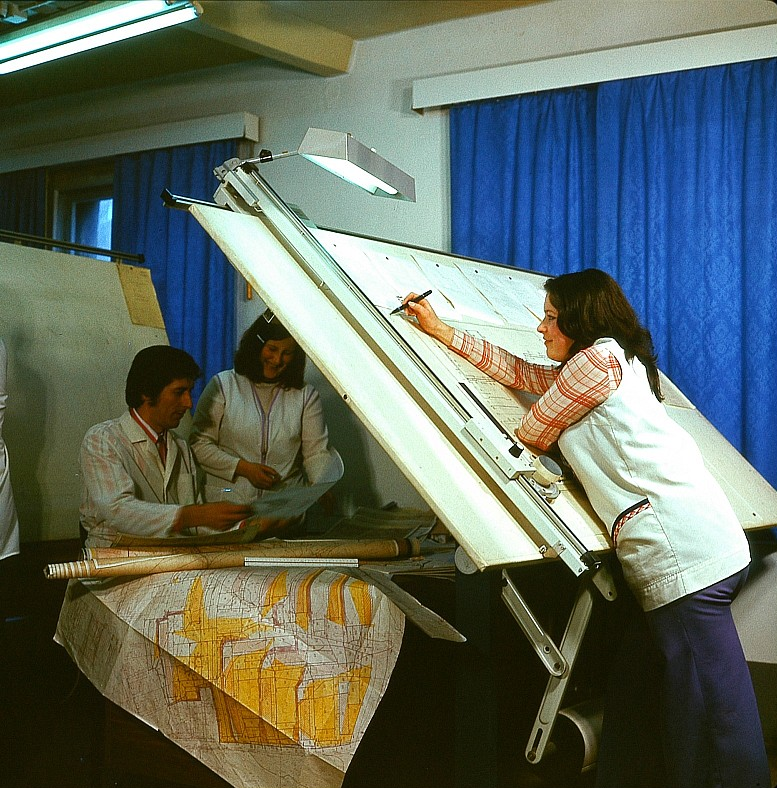
Bauzeichner in Karl-Marx-Stadt, 1975

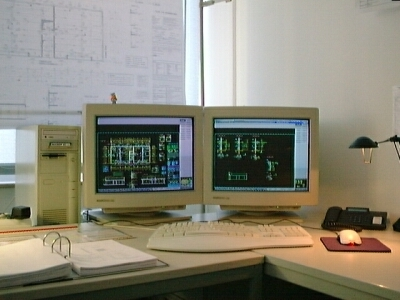
Typischer Bauzeichner-Arbeitsplatz 1998

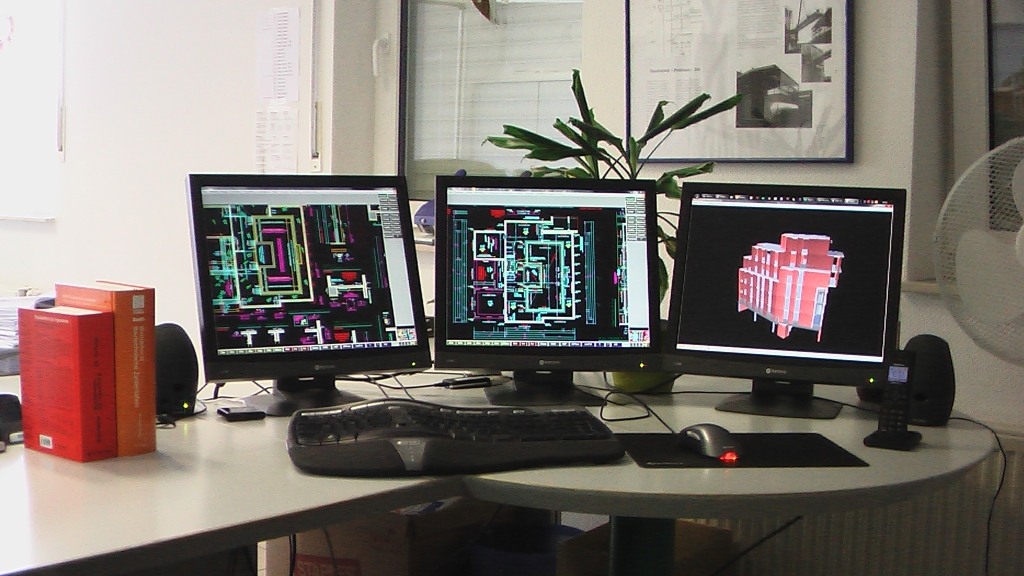
Typischer Bauzeichner-Arbeitsplatz 2012

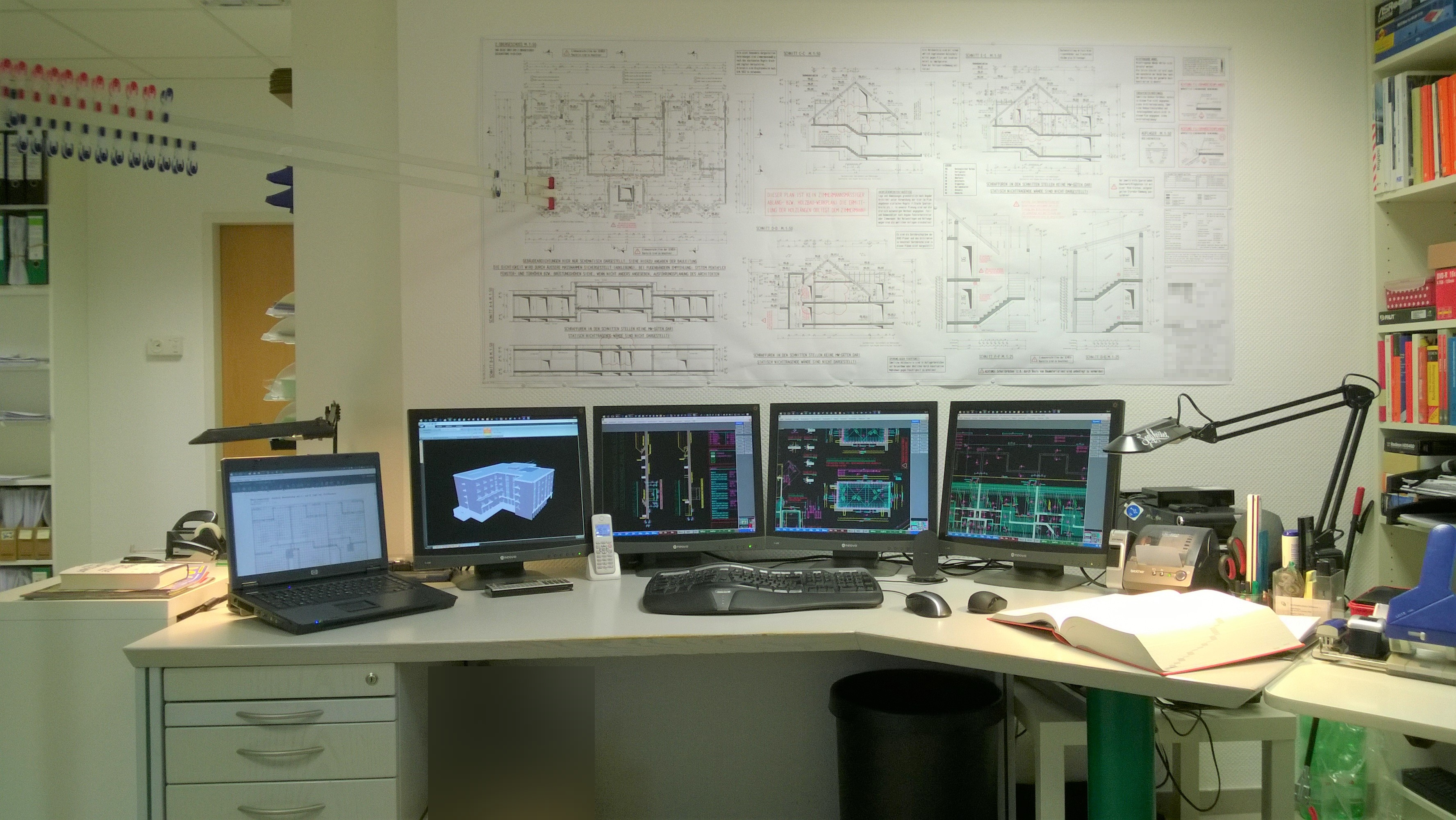
Der Arbeitsplatz eines Bauzeichners Fachrichtung Ingenieurbau 2018

Bauzeichner erstellen maßstabgerechte Bauzeichnungen und Baupläne, Schalpläne und Bewehrungspläne nach den Vorgaben eines Architekten oder Ingenieurs. Sie setzen Entwurfsskizzen um und erstellen normgerechte Bau- und Ausführungszeichnungen mit Grundrissen, Schnitten, Ansichten und Details für Genehmigungsverfahren und für die Bauausführung. Während früher mit Bleistift und Tuschezeichner gezeichnet wurde, wird heute fast nur noch am Bildschirm mit CAD (Computer Aided Design) gezeichnet.
Der Beruf des Bauzeichners darf nicht mit dem Beruf des Technischen Zeichners verwechselt werden.
Das Berufsprofil und die Ausbildung unterscheiden sich in verschiedenen Ländern grundlegend. Im Folgenden werden die Informationen daher getrennt nach Ländern aufgeführt.
Die Gehälter ausgebildeter Bauzeichner unterscheiden sich erheblich durch den gewählten Schwerpunkt/Fachrichtung, dadurch ob man bei einem Betrieb angestellt ist, der dem Bauhauptgewerbe angeschlossen ist (und dessen Tarifzugehörigkeit), einem freien Büro oder bei einer Behörde, der Berufserfahrung und letztendlich dem Geschick bei den Gehaltsverhandlungen. Es gibt keinen allgemeingültigen Tarifvertrag für Bauzeichner (in Deutschland).

## Deutschland

### Bauzeichner – Ingenieurbau

#### Berufsbild

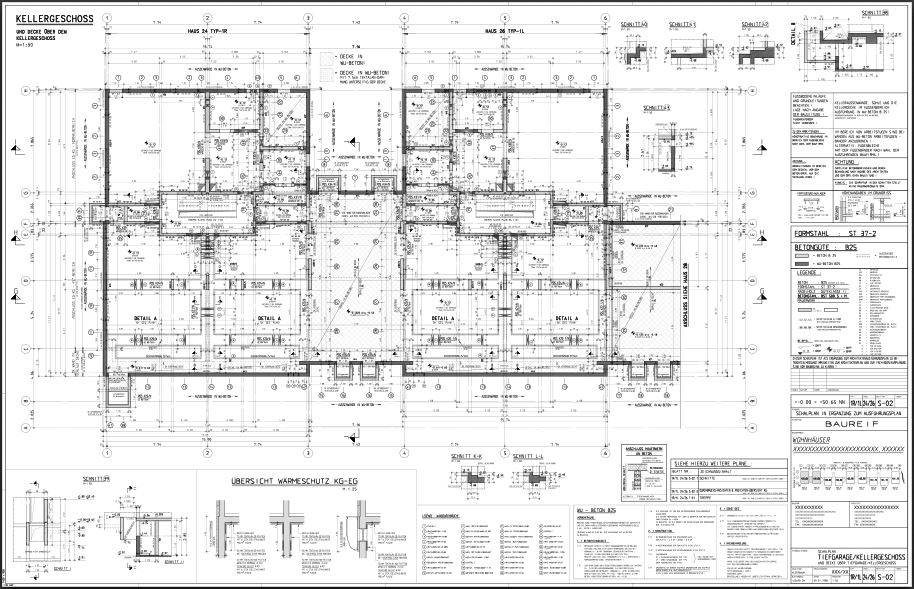
Beispiel eines Schalplans, wie er typischerweise von einem Bauzeichner mit dem Schwerpunkt Ingenieurbau angefertigt wird

Die Bauzeichner – Ingenieurbau erstellen selbstständig auf Grundlage der Planung von Architekten und Fachfirmen, der geschriebenen statischen Berechnung und unter Zuhilfenahme der entsprechenden DIN- und EU-Normen, Konstruktionsregeln, Zulassungen und Einbauvorschriften Konstruktionszeichnungen, nach denen auf der Baustelle oder im Fertigteilwerk Bauteile und ganze Bauwerke errichtet oder hergestellt werden können. Diese Konstruktionszeichnungen werden Schalpläne, Bewehrungspläne und Positionspläne genannt. Vereinfacht wird in Schalplänen der Rohbau eines Bauwerks oder Bauteils, in Bewehrungsplänen die erforderliche Stahlarmierung in einem Stahlbetonbauteil und in Positionsplänen mit der statischen Berechnung aufgeführten Positionen mit der entsprechenden Nummer dargestellt. Diese Pläne werden noch weiter unterschieden, zum Beispiel in Werkspläne und Detailpläne.
Zusätzlich stellen Bauzeichner – Ingenieurbau Berechnungen und den Plänen begleitende Dokumente her. Die Bauzeichner – Ingenieurbau arbeiten in Ingenieurbüros und Planungsabteilungen von Baufirmen und Fertigteilwerken. Der Bauzeichner – Ingenieurbau arbeitet in der Regel ausschließlich an einem CAD (Computer Aided Design)-Arbeitsplatz mit spezialisierter CAD- und Statik-Software. Die Aufgaben des Bauzeichner – Ingenieurbau sind recht vielfältig, aber auch vom Spezialgebiet innerhalb des Ingenieurbüros abhängig. Das wären im Einzelnen: Massivbau, Fertigteilbau, Holzbau, Stahlbau und Spezialtiefbau.

#### Anforderungen

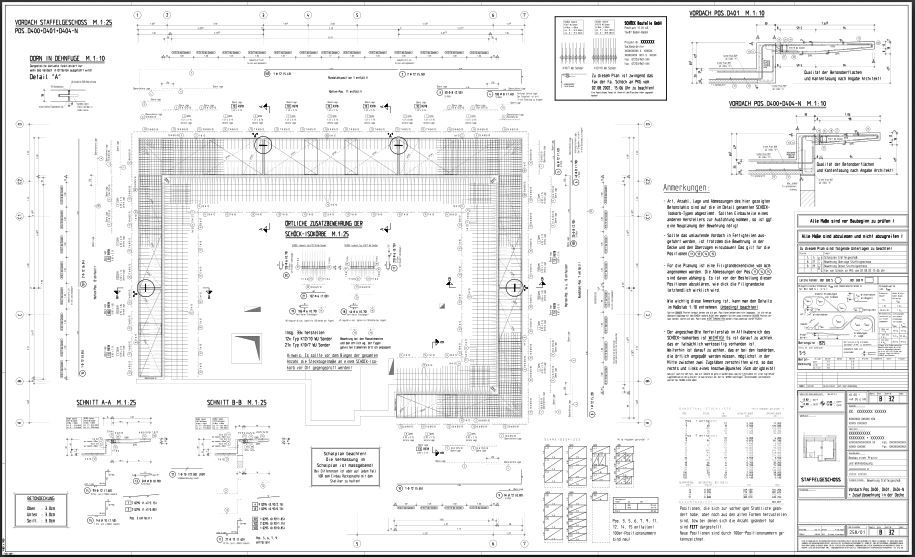
Beispiel eines Bewehrungsplans, wie er typischerweise von einem Bauzeichner mit dem Schwerpunkt Ingenieurbau angefertigt wird

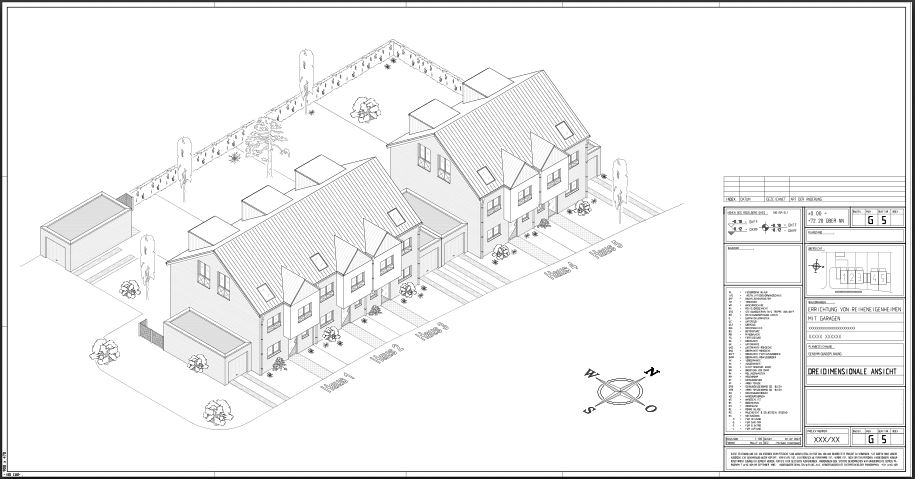
Beispiel einer Visualisierung in 3D, wie er typischerweise von einem Bauzeichner mit dem Schwerpunkt Hochbau angefertigt wird

Diese Berufslehre erfordert folgende persönliche Eigenschaften:
- Begabung im Anfertigen technischer Dokumente und Zeichnen
- Zuverlässiges und präzises Arbeiten
- Räumliches Vorstellungsvermögen
- Teamfähigkeit / Selbstständiges Arbeiten / Kommunikationsfähigkeit
- Mathematisches und physikalisches Verständnis
- Verständnis für Technik

Diese Berufslehre erfordert folgende Vorbildung:
- Einen erfolgreichen Realschulabschluss
- oder einen gleichwertigen Bildungsstand

#### Ausbildung zum Bauzeichner – Ingenieurbau

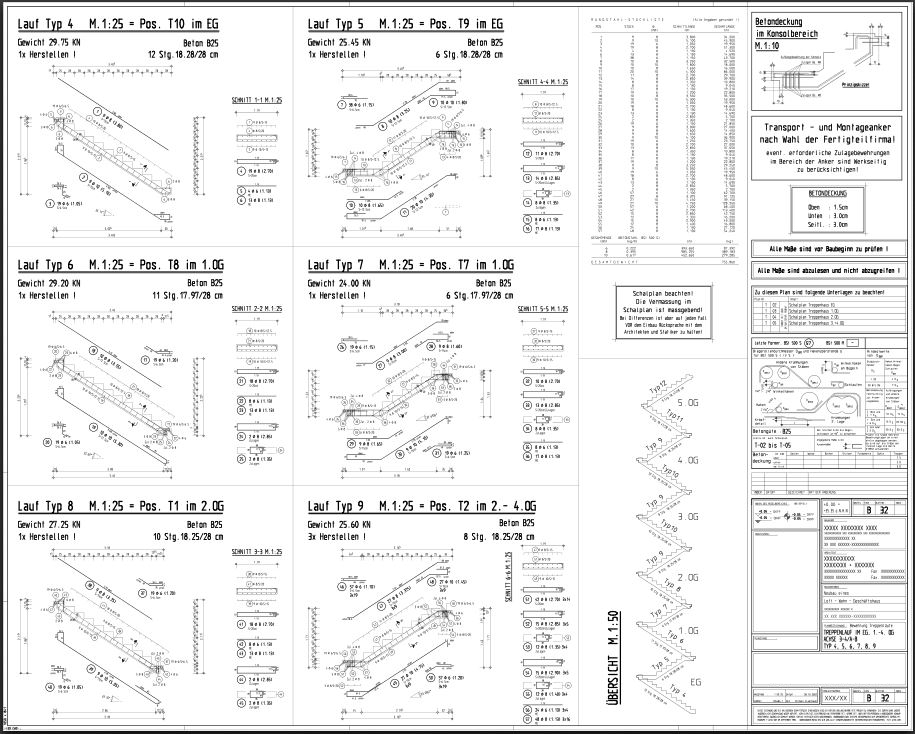
Beispiel eines Fertigteilwerkplans, wie er typischerweise von einem Bauzeichner mit dem Schwerpunkt Ingenieurbau angefertigt wird

Die Ausbildung nach dem Berufsbildungsgesetz findet im dualen System im Betrieb und in der Berufsschule statt. Die reguläre Ausbildungszeit beträgt drei Jahre. Die Probezeit dauert maximal vier Monate. Im ersten Lehrjahr werden die Grundlagen vermittelt, im zweiten Lehrjahr kommt zu den Grundlagen noch mehr Fachwissen hinzu und im dritten Lehrjahr wird vor allem repetiert, vertieft und gefestigt. Vor dem Ende des zweiten Lehrjahres findet eine Zwischenprüfung statt.
Die genaue Höhe der Vergütung ist abhängig davon ob der jeweilige Betrieb tarifgebunden agiert oder nicht. Bei nicht tarifgebundenen Betrieben muss laut Berufsbildungsgesetz eine entsprechend angemessene Ausbildungsvergütung gezahlt werden. Im Durchschnitt liegt diese in Deutschland bei ca. 546 € im ersten, 678 € im zweiten und 810 € im dritten Ausbildungsjahr.

#### Weiterbildung

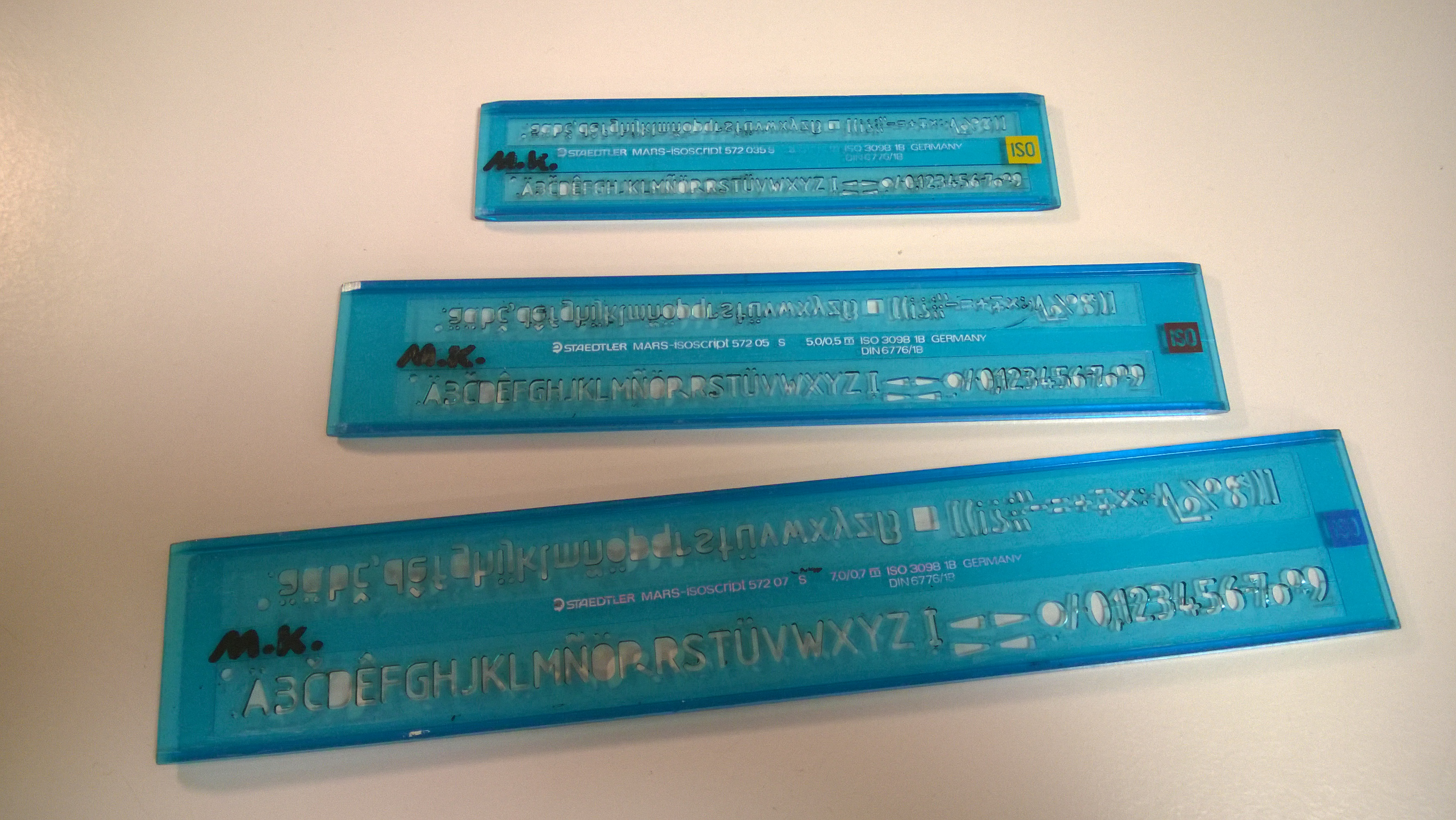
Schriftschablonen Staedtler MARS-isoscript 57207 S in den Schriftgrößen 0,35 mm, 0,50 mm und 0,70 mm, Schriftart ISO 3098 1B DIN 6776/1B zur analogen Beschriftung von Bauzeichnungen.

Unter gegebenen Umständen (z. B. mehrere Jahre Berufserfahrung) bestehen unter anderem folgende Weiterbildungsmöglichkeiten:
- Bauingenieur
- Ausbilder (Verantwortlich für die Ausbildung der Lehrlinge)
- Techniker der Bautechnik oder der Vermessungstechnik

Wenn eine Fachoberschule erfolgreich abgeschlossen wurde, ist ein Studium an einer Fachhochschule (FH) möglich, zum Beispiel in den Studiengängen Bauingenieurwesen oder Architektur.

### Bauzeichner – Architektur (Hochbau)

#### Berufsbild

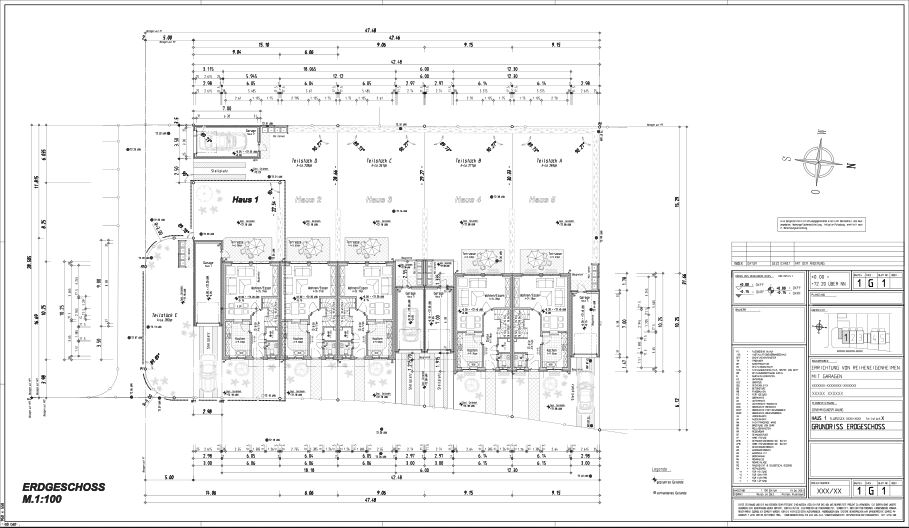
Beispiel eines Bauantragplans, wie er typischerweise von einem Bauzeichner mit dem Schwerpunkt Hochbau angefertigt wird

Die Bauzeichner werden vor allem in der Planung und Ausführung von Architekturbauwerken ausgebildet. Sie arbeiten in Architekturbüros. Der Bauzeichner arbeitet meist mit dem CAD (Computer Aided Design) oder, was heute außerhalb der Berufsausbildung selten zu finden ist, am Zeichentisch. Seit dem 1. August 2003 entspricht die Fachrichtung Bauzeichner – Hochbau einschließlich raumbildenden Ausbau der neuen Fachrichtung Bauzeichner – Architektur. Die Ausbildungsverordnung für diesen Beruf wurde geändert.

#### Anforderungen
Diese Berufslehre erfordert folgende persönliche Eigenschaften:
- Begabung im technischen Zeichnen und im Freihandzeichnen
- Zuverlässiges und genaues Arbeiten
- Räumliches Vorstellungsvermögen
- Teamfähigkeit / Kommunikationsfähigkeit
- Sinn für Formen und Kontraste

Diese Berufslehre erfordert folgende Vorbildung:
- Einen erfolgreichen Realschulabschluss
- oder einen gleichwertigen Bildungsstand

#### Ausbildung zum Bauzeichner – Architektur

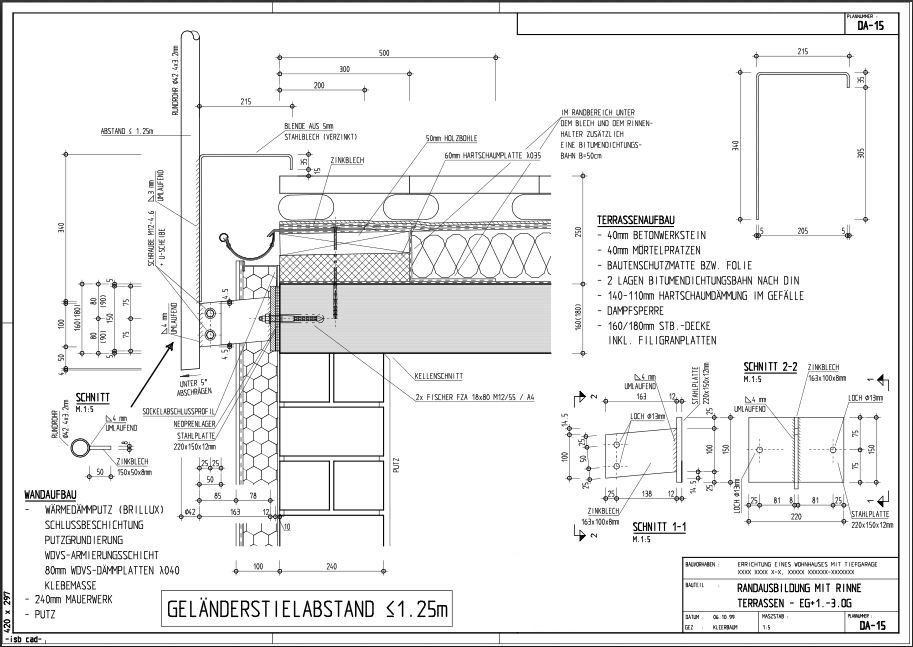
Beispiel eines Detailplans, wie er typischerweise von einem Bauzeichner mit dem Schwerpunkt Hochbau angefertigt wird

Die Ausbildung nach dem Berufsbildungsgesetz findet im dualen System im Betrieb und in der Berufsschule statt. Die reguläre Ausbildungszeit beträgt drei Jahre. Die Probezeit dauert maximal drei Monate.
Im ersten Lehrjahr werden die Grundlagen vermittelt, im zweiten Lehrjahr kommt zu den Grundlagen noch mehr Fachwissen hinzu und im dritten Lehrjahr wird vor allem repetiert, vertieft und gefestigt. Vor dem Ende des zweiten Lehrjahres findet eine Zwischenprüfung statt.

#### Weiterbildung
Unter gegebenen Umständen (z. B. mehrere Jahre Berufserfahrung) bestehen unter anderem folgende Weiterbildungsmöglichkeiten:
- Technischer Zeichner
- Ausbilder (Verantwortlich für die Ausbildung der Lehrlinge)
- Techniker der Bautechnik oder der Vermessungstechnik
- Techniker für Betriebswirtschaft

Wenn eine Fachoberschule erfolgreich abgeschlossen wurde, ist ein Studium an einer Fachhochschule (FH) möglich, zum Beispiel in den Studiengängen Bauingenieurwesen oder Architektur.

### Bauzeichner – Tiefbau

#### Berufsbild

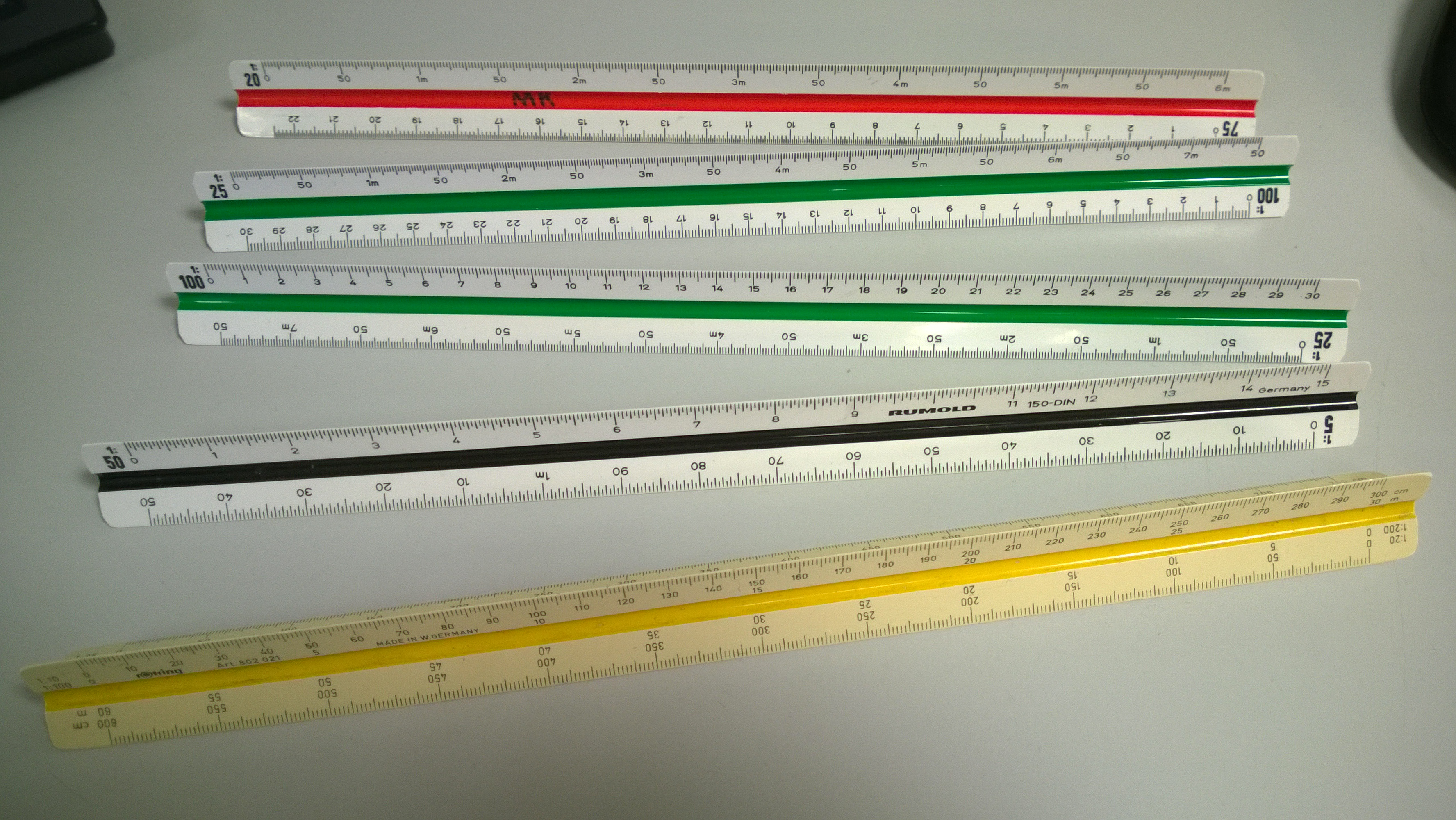
Dreikant-Maßstäbe mit verschiedenen Maßstabs-Einteilungen als Arbeitshilfsmittel eines Bauzeichners.

Die Bauzeichner – Tiefbau werden vor allem in der Planung und Ausführung von Tiefbau, Straßenbau und Landschaftsbau ausgebildet. Sie arbeiten in Unternehmen der Bauindustrie und in Ingenieurbüros (Schwerpunkt Tiefbau/Wasserbau/Verkehrstechnik und Verkehrsbau oder Garten- und Landschaftsbau).

#### Anforderungen
Diese Berufslehre erfordert folgende persönliche Eigenschaften:
- Begabung im technischen Zeichnen und im Freihandzeichnen
- Zuverlässiges und genaues Arbeiten
- Räumliches Vorstellungsvermögen
- Teamfähigkeit / Kommunikationsfähigkeit

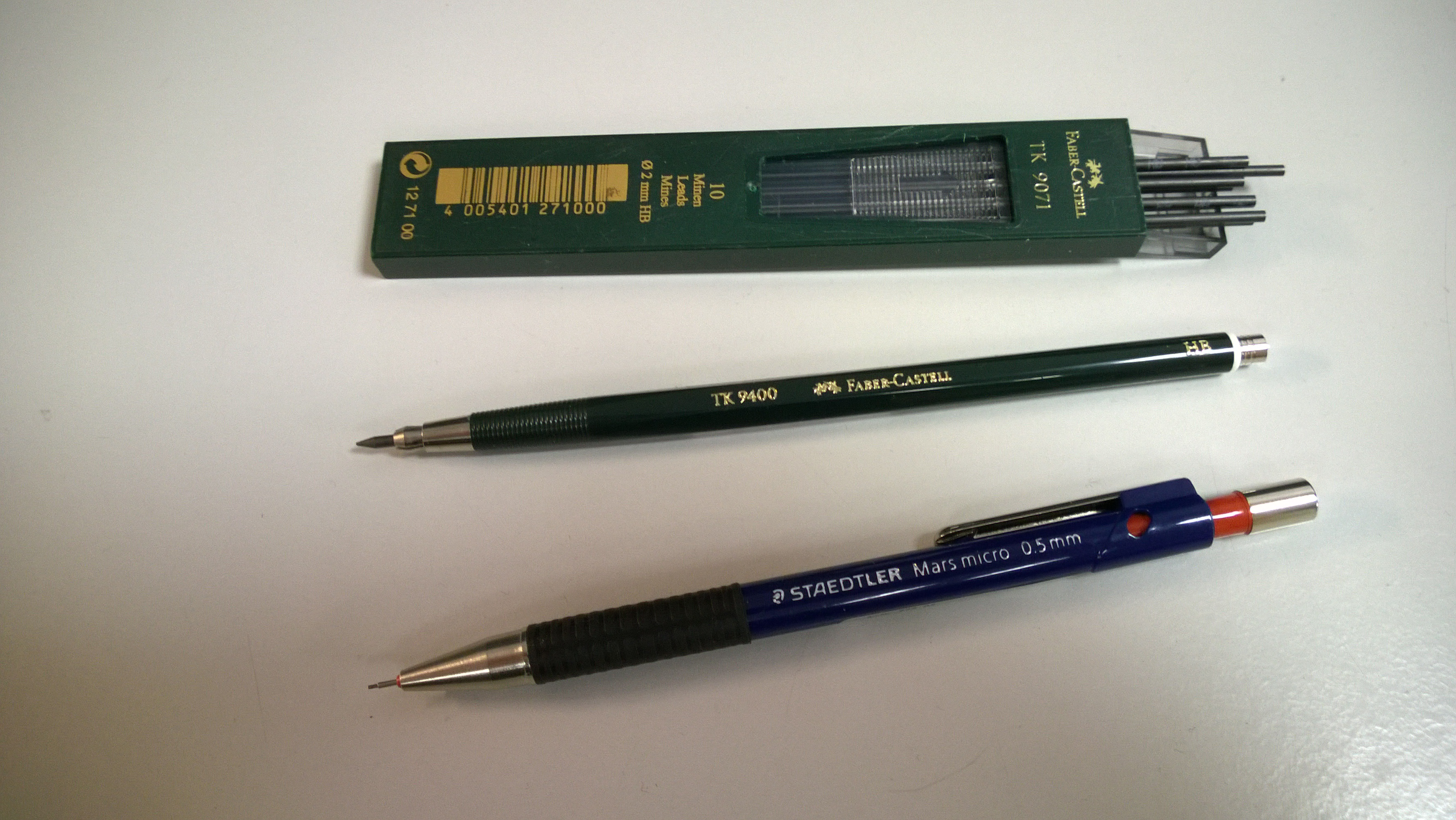
Typische Bleistifte für die analoge Erstellung von Bauzeichnungen: Faber-Castell TK9400 und STAEDTLER mars micro.

- Typische Bleistifte für die analoge Erstellung von Bauzeichnungen: Faber-Castell TK9400 und STAEDTLER mars micro.Freude an bautechnischen Zusammenhängen

Diese Berufslehre erfordert folgende Vorbildung:
- Einen erfolgreichen Hauptschulabschluss,
- oder einen gleichwertigen Bildungsstand

#### Ausbildung Bauzeichner – Tiefbau
Die Ausbildung nach dem Berufsbildungsgesetz findet im dualen System im Betrieb und in der Berufsschule statt. Die Ausbildung dauert drei Jahre. Die Probezeit dauert minimal einen Monat und maximal vier Monate.

#### Weiterbildung
Unter gegebenen Umständen (z. B. mehrere Jahre Berufserfahrung) bestehen unter anderem folgende Weiterbildungsmöglichkeiten:
- Ausbilder (Verantwortlich für die Ausbildung der Lehrlinge.)
- Techniker der Bautechnik oder der Vermessungstechnik
- Techniker für Betriebswirtschaft

Wenn eine Fachoberschule erfolgreich abgeschlossen wurde, ist ein Studium an einer Fachhochschule (FH) möglich:
- Dipl.-Ingenieur (Bauingenieurwesen, Schwerpunkt Tief- und Wasserbau, Verkehrsbau).

## Schweiz

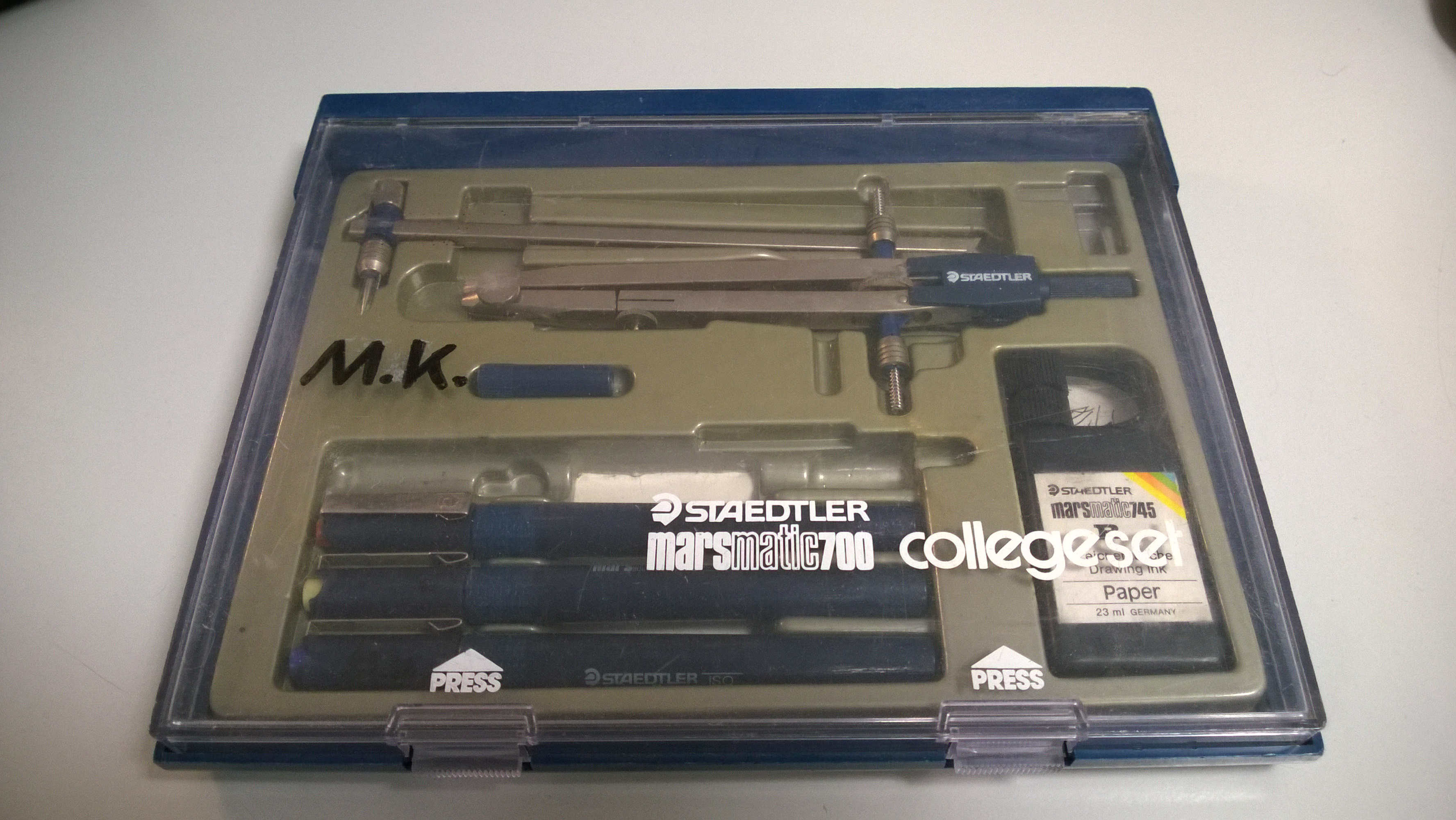
Tusche-Zeichenset STAEDTLER marsmatic700 aus dem Jahre 1990 mit Tuschezeichnern in den Strichstärken 0,70 mm, 0,50 mm und 0,35 mm sowie einem Zirkel und Zubehör.

In der Schweiz ist die Ausbildung detaillierter als in Deutschland, weshalb sie unter anderem auch länger dauert. Hochbauzeichner sowie auch Bauzeichner arbeiten sehr selbstständig und tragen große Verantwortung.

### Hochbauzeichner
Jetzt Zeichner/in EFZ Fachrichtung Architektur

#### Berufsbild
Der Hochbauzeichner ist ein fachtechnischer Mitarbeiter von Architekten und Bauleitern im Planungssektor Hochbau. Der Hochbau ist das Teilgebiet des Bauwesens, das sich mit der Planung und Errichtung von Bauwerken befasst, die an und über der Oberfläche liegen (z. B.: Gebäude wie Wohnhäuser oder Türme). Hochbauzeichner sind praktisch in allen großen Architekturbüros zu finden. Der Hochbauzeichner unterstützt den Architekten in der Erarbeitung von Planungsunterlagen wie Baueingaben, Werkpläne und Detailpläne.

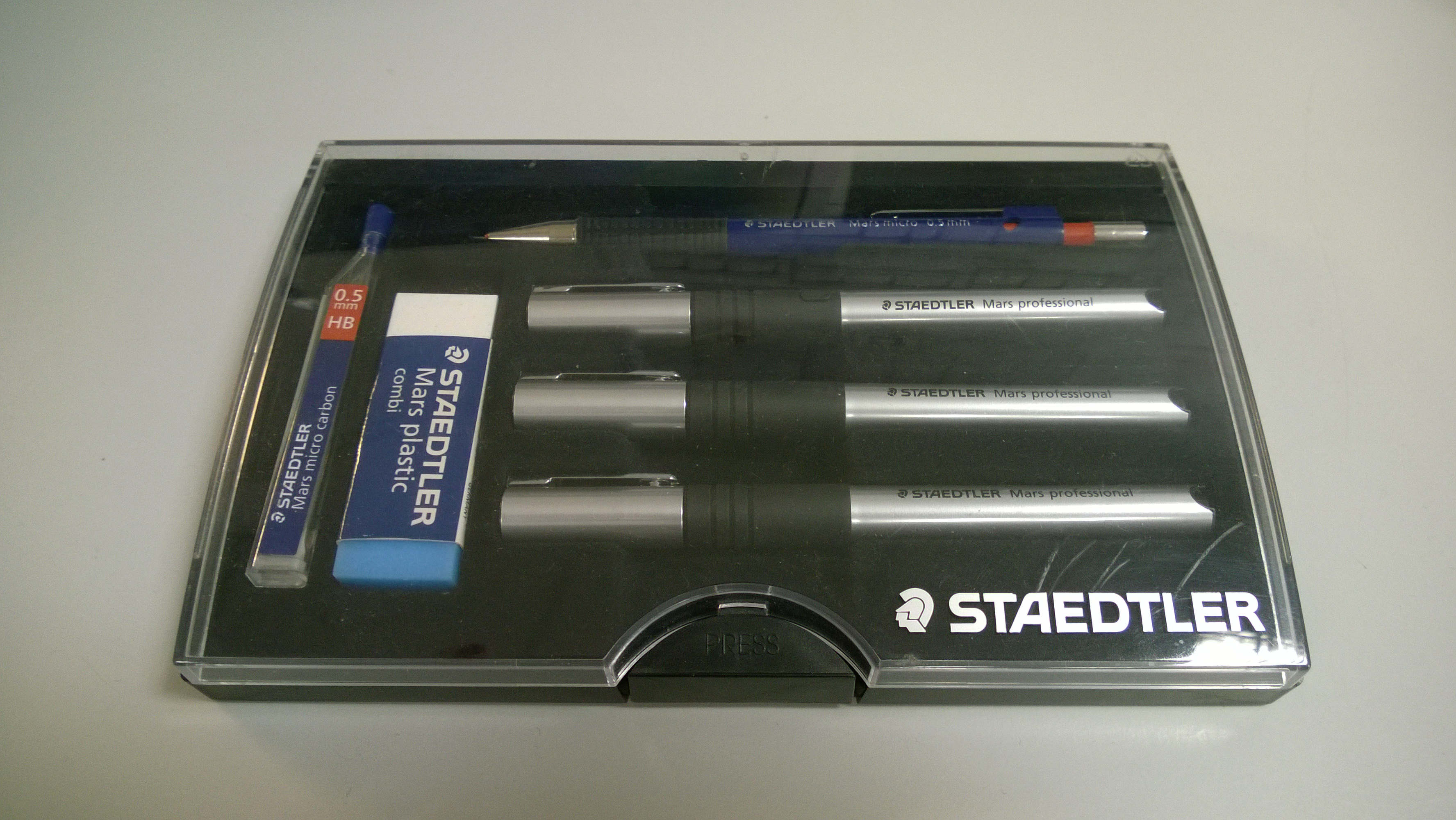
Tuschezeichenset STAEDTLER mars professional mit Tuschezeichner in den Strichstärken 0,70 mm, 0,50 mm und 0,35 mm. sowie einem Druckbleistift STAEDTLER mars micro 0,50 mm aus dem Jahre 2010.

Er setzt die Skizzen des Architekten in technische Pläne um und hilft dem Architekten, gestalterische und technische Probleme zu lösen.
Er ist für die Kommunikation zwischen dem Büro, den Ämtern und Bauherrschaften mitverantwortlich – vorwiegend, wenn es um technische und zeichnerische Probleme geht. Allgemein gehören zu den Aufgaben des Hochbauzeichners noch die alltäglichen Büroarbeiten und das Ausfüllen von Bauformularen etc. Der Hochbauzeichner arbeitet mit CAD (Computer Aided Design). Meist wird nur noch in der Lehrlingsausbildung am Zeichentisch gearbeitet.
Nebenbei muss der Hochbauzeichner auch kleine, einfach gebaute Modelle (Versuchs- und Experimentiermodelle) über ein Projekt fertigen, welche z. B. der Bauherrschaft einen Einblick in das Projekt bietet. Diese Modelle sind nicht zu verwechseln mit Präsentationsmodellen. Als Hochbauzeichner arbeitet man in Architekturbüros, in Planungsbüros, in einer Planungsabteilung eines Generalunternehmens, oder in Bauämtern und Bauverwaltungen.

#### Anforderungen
Diese Berufslehre erfordert folgende persönliche Eigenschaften:
- Begabung im technischen Zeichnen und Freihandzeichnen
- Freude an bautechnischen Zusammenhängen
- Interesse am Bauhandwerk
- Genaues und sorgfältiges Arbeiten
- Gutes Beobachtungs- und Auffassungsvermögen
- Geistige Beweglichkeit
- Einsatzbereitschaft und Durchhaltevermögen
- Zuverlässigkeit
- Selbstständigkeit
- Team- und Kommunikationsfähigkeit
- Umweltbewusstsein
- Gutes räumliches Vorstellungsvermögen und logisches Denken
- Sinn für Formen und Farben

Diese Berufslehre erfordert folgende Vorbildung:
- Gute Leistungen in Zeichnen, Mathematik, Physik und eventuell Chemie
- Gutes Lese- und Ausdrucksvermögen (da der Hochbauzeichner auch viel schreiben muss z. B. Offerten, Baudokumentationen)
- Sekundarschulabschluss (Oberstufenabschluss mit erweiterten Anforderungen)

#### Ausbildung zum Hochbauzeichner
Die Lehre als Hochbauzeichner dauert vier Jahre. Es kann gleichzeitig die Berufsmaturitätsschule (BMS) besucht werden. Die Lehre findet parallel im Betrieb und in der Berufsfachschule statt. Die Lernenden verbringen wöchentlich ein bis eineinhalb Tage in der Schule. Auch Intervallunterricht wird in verschiedenen Kantonen praktiziert. In diesem System hat der Lehrling im ersten Lehrjahr als erstes vier Wochen Schule, um die wichtigsten Grundlagen zu erlernen. Nach diesem großen Block ist der Lehrling mehrere Wochen im Betrieb. In der verbleibenden Lehrzeit hat der Lehrling in unregelmäßigen Abständen immer wieder zwei Wochen Schule.
Jedes Jahr gibt es schweizweit einen sogenannten überbetrieblichen Kurs (ÜK). Dieser Kurs ist für alle Lernende obligatorisch. In diesen Kursen werden den Auszubildenden Aufgaben gestellt, die es zu lösen gilt, es wird im weiteren Fachwissen vermittelt und die Lernenden werden verglichen. So kann relativ früh erkannt werden, ob ein Schüler zusätzliche Hilfe braucht. Diese Kurse werden von den Betrieben bezahlt.
Die Berufsfachschule vermittelt den Lernenden allgemeine und berufskundliche schulische Bildung. Die Leistungen in den Fächern Bautechnik (Baustoffkunde – Konstruktionslehre), Zeichnen (Projektionszeichnen, Schattenkonstruktion, Perspektivlehre, Freihandzeichnen), Naturwissenschaftliche Grundlagen (Mathematik, Bauchemie und Bauphysik) und Allgemeinbildender Unterricht, kurz ABU, (Politik und Wirtschaft, Kommunikation und Gesellschaft) werden Semesterweise benotet. Zum Fachunterricht und der Allgemeinbildung kommt noch der Sportunterricht, der aber nicht benotet wird.
Der Berufsmaturitätsunterricht kann bereits im ersten Lehrjahr begonnen werden und als Hochbauzeichner dauert er sieben Semester. Wer die Berufsmatura anstrebt, muss bereit sein, im Betrieb und in der Berufsfachschule überdurchschnittlichen Einsatz zu leisten. Die BMS eignet sich deshalb nur für Lernende mit Schulabschlüssen, die höher sind als die Sekundarschulausbildung (z. B. Bezirksschule) oder mit Aufnahmeprüfung aus der Sekundarschulausbildung. Da früher die Abschlussprüfung der Berufsmaturitätsfächer fast gleichzeitig mit der Lehrabschlussprüfung zu bestehen war, wurden eben die 7 Semester eingeführt, sodass man BMS-Fächer bereits ab dem dritten bis zu dem schlussendlichen siebten Semester abschließen kann. Diese Lösung ermöglicht eine bessere Lernplanung der Lehrabschlussprüfung ohne zusätzlichen Stress. Die Berufsmatura kann auch nach der Lehre absolviert werden (ein Jahr Vollzeitausbildung / zwei Jahre berufsbegleitend). Wenn man die Prüfungen der Berufsmatura besteht, hat man die Möglichkeit prüfungsfrei an die Fachhochschule zu gehen.
Die Lehrabschlussprüfung (LAP) findet kurz vor Abschluss der Lehrzeit statt. Dort soll der Lernende zeigen, ob er die in der Bildungsverordnung und im Schullehrplan umschriebenen Lernziele erreicht hat. Bei der Lehrabschlussprüfung darf man das Arbeitsbuch (wird auch bewertet) benutzen und alle anderen erlaubten Hilfsmittel (je nach Kanton). Die Prüfung findet in der Schule und im eigenen Büro statt. Der Lehrmeister im Betrieb muss sich verpflichten, dass er unter keinen Umständen dem Lehrling hilft, ansonsten kann er stark bestraft werden. Die Prüfung ist bestanden, wenn weder die Fachnote und die „Praktischen Arbeiten“ noch die Gesamtnote den Wert 4,0 unterschreitet. Für die Beurteilung werden auch die Erfahrungsnote (Gesamtdurchschnitt aller bisherigen Zeugnisnoten) und die Note einer Selbstvertiefungsarbeit (SVA) im Zusammenhang mit der Allgemeinbildungsnote berücksichtigt. Lehrabschlussprüfungkandidaten, die die BMS besucht haben, können aus dieser Note nicht Nutzen ziehen, da sie keine Allgemeinbildung und SVA erfüllt haben.

#### Weiterbildung
Hochbauzeichner haben viele Möglichkeiten sich zu spezialisieren und weiterzubilden. Um einige zu nennen:
- Berufsmatura, ein Jahr Vollzeitausbildung oder zwei Jahre berufsbegleitend
- Handwerkliche Zusatzlehre: Maurer, Zimmermann, Bauschreiner u. a. m.
- Bauleiter / Bauführer / Polier
- Architekt, neu auch Bachelor of Science und Master of Science
- Innenarchitekt, Industriedesigner FH, Landschaftsarchitekt, u. a. m.

Es gibt noch diverse andere Weiterbildungsmöglichkeiten. Da zurzeit im Bereich der Weiterbildungen große Umwälzungen stattfinden, müssen Ausbildungsmöglichkeiten und Zulassungsbedingungen dauernd neu geprüft werden.

### Bauzeichner
Jetzt Zeichner Fachrichtung Ingenieurbau

#### Berufsbild
Der Bauzeichner ist ein fachtechnischer Mitarbeiter des Bauingenieurs. Er setzt Skizzen und Berechnungen von Bauingenieuren in maßstäbliche Pläne um. Bauzeichner werden in der Planung und Ausführung von Ingenieurbauwerken, Tiefbau, Straßenbau, Tunnelbau, Brückenbau und auch Wasserbauten wie Wasserkraftwerken, Staumauern und Kläranlagen ausgebildet. Mit Ingenieurbauwerken sind Tragkonstruktionen aus Stahl, Stahlbeton und Holz gemeint. Der Bauzeichner arbeitet mit dem CAD (Computer Aided Design). Die Arbeit am Zeichentisch ist beinahe gänzlich verschwunden, auch die Lernenden arbeiten ab dem 1. Lehrjahr am Computer mit CAD. Bauzeichner gehen auch auf die Baustellen und wirken bei Baukontrollen mit. Dabei überprüfen sie die Übereinstimmung der Pläne mit dem Gebauten und kontrollieren die Bewehrung. Ab und zu machen Bauzeichner Vermessungen. Auch administrative Arbeiten gehören zum Alltag. Bauzeichner arbeiten in privaten Ingenieurbüros, in einer Projektierungsabteilung eines Bauunternehmens, in einer Bauunternehmung oder in Bau- und Planungsämtern der öffentlichen Hand.

#### Anforderungen
Diese Berufslehre erfordert folgende persönliche Eigenschaften:
- Mathematische und Technische Kenntnisse
- Gutes räumliches Vorstellungsvermögen und logisches Denken
- Team- und Kommunikationsfähigkeit
- Begabung im Zeichnen und Freihandzeichnen
- Freude an bautechnischen Zusammenhängen
- Selbstständigkeit
- Genaues und sorgfältiges Arbeiten

Diese Berufslehre erfordert folgende Vorbildung:
- Sekundarschulabschluss (Oberstufenabschluss mit erweiterten Anforderungen)
- Gute Leistungen in: Geometrie, Algebra, Rechnen und Technischem Zeichnen

#### Ausbildung zum Bauzeichner
Die reguläre Ausbildungszeit dauert vier Jahre. Es kann gleichzeitig die Berufsmaturitätsschule (BMS) absolviert werden. Die Lehre findet parallel im Betrieb und in der Berufsschule statt. Die Lernenden verbringen im ersten Lehrjahr wöchentlich mindestens ein bis zwei Tage in der Schule. Im Zweiten, Dritten und Vierten Lehrjahr sind es teilweise auch Blockschulwochen, abhängig vom Kanton, in welchem die Ausbildung absolviert wird. Auch Intervallunterricht wird in gewissen Kantonen praktiziert. Die Schulzeit ist gleich lang, wie wenn der Lehrling einmal wöchentlich Schule hätte.
Jedes Jahr gibt es schweizweit einen sogenannten überbetrieblichen Kurs (ÜK). Dieser Kurs ist für alle Lernende obligatorisch. In diesen Kursen werden den Auszubildenden Aufgaben gestellt, die es zu lösen gilt, es wird im weiteren Fachwissen vermittelt und die Lernenden werden verglichen. So kann relativ früh erkannt werden, ob ein Schüler zusätzliche Hilfe braucht. Diese Kurse werden von den Betrieben bezahlt.
Die Berufsfachschule vermittelt den Lernenden allgemeine und berufskundliche schulische Bildung. Die Leistungen in den Fächern Bautechnik (Baustoffkunde – Konstruktionslehre), Zeichnen (Projektionszeichnen, Schattenkonstruktion, Perspektivlehre, Freihandzeichnen), Naturwissenschaftliche Grundlagen (Mathematik, Bauchemie und Bauphysik) und Allgemeinbildender Unterricht, kurz ABU, (Politik und Wirtschaft, Kommunikation und Gesellschaft) werden Semesterweise benotet. Zum Fachunterricht und der Allgemeinbildung kommt noch der Sportunterricht, der aber nicht benotet wird.
Die LAP findet kurz vor Abschluss der Lehrzeit statt. Dort soll der Lernende zeigen, ob er die in der Bildungsverordnung und im Schullehrplan umschriebenen Lernziele erreicht hat. Die Prüfung ist bestanden, wenn weder die Fachnote und die „Praktische Arbeiten“ noch die Gesamtnote den Wert 4,0 unterschreitet.
Wer die Berufsmatura anstrebt, muss bereit sein, im Betrieb und in der Berufsfachschule überdurchschnittlichen Einsatz zu leisten. Die BMS eignet sich deshalb nur für Lernende mit Schulabschlüssen, die höher sind als die Sekundarschulausbildung (z. B. Bezirksschule) oder mit Aufnahmeprüfung aus der Sekundarschulausbildung. Die Berufsmatura kann auch nach der Lehre absolviert werden (1 Jahr Vollzeitausbildung / 2 Jahre berufsbegleitend). Wenn man die Prüfungen der Berufsmatura besteht, hat man die Möglichkeit prüfungsfrei an die Fachhochschule zu gehen.

#### Weiterbildung
Als Bauzeichner hat man mehrere Möglichkeiten, sich weiterzubilden:
- Berufsmatura, ein Jahr Vollzeitausbildung oder zwei Jahre berufsbegleitend
- Bauleiter / Bauführer / Polier
- Ingenieur FH Bauingenieurwesen, Ingenieur FH Raumplanung
- Architekt FH, Architekt ETH, neu auch Bachelor of Science und Master of Science

Es gibt noch diverse andere Weiterbildungsmöglichkeiten. Da zurzeit im Bereich der Weiterbildungen große Umwälzungen stattfinden, müssen Ausbildungsmöglichkeiten und Zulassungsbedingungen dauernd neu geprüft werden.

## Österreich
In Österreich gibt es für den Lehrberuf Bautechnischer Zeichner noch keine Spezialisierung in Hochbau/Tiefbau etc. Diese kann später bei Weiterbildungen erworben werden.

### Bautechnischer Zeichner

#### Berufsbild
Das Berufsbild ähnelt dem der deutschen und Schweizer Kollegen. Bautechnische Zeichner entwerfen, zeichnen mit dem CAD-System Pläne für den Hoch- und Tiefbau sowie für Industrieanlagen oder Straßen. Außerdem übernehmen sie organisatorische und administrative Aufgaben bei der Ausführung des Bauvorhabens, so planen sie z. B. Schutzmaßnahmen zur Vermeidung von Personen- und Sachschäden. Sie stehen normalerweise unter Anleitung eines Bautechnikers und arbeiten in Architekten- und Ziviltechnikerbüros und Bauunternehmen.

#### Anforderungen
Voraussetzung für die Aufnahme des Lehrlings ist der Abschluss einer Hauptschule bzw. Polytechnischen Schule. Persönliche Fähigkeiten und Anforderungen:
- räumliches Vorstellungsvermögen
- technisches Grundverständnis
- Konzentrationsfähigkeit
- systematische, geplante Arbeitsweise

#### Ausbildung
Auch in Österreich erfolgt die Ausbildung im dualen System in den Lehrbetrieben und Berufsschulen. Die Lehrzeit beträgt drei Jahre und endet mit der Lehrabschlussprüfung.

#### Weiterbildung
Die Weiterbildungsmöglichkeiten sind sehr umfangreich. Fachspezifische Schulungen und Kurse werden angeboten, verwandte Lehrberufe (Technischer Zeichner, Vermessungstechniker) können meist innerhalb 1 weiteren Lehrjahres abgeschlossen werden. Mögliche Höherqualifizierungen:
- Werkmeister
- Abschlüsse an Fachschulen, Kollegs,
- Matura an Berufsbildenden Höheren Schulen
- Bautechniker (Fachhochschule, Universität)